# Mario Macalli
Mario Macalli (Milão, 19 de março de 1937 – Crema, 2 de janeiro de 2022) foi um dirigente desportivo italiano. Foi presidente da Lega Italiana Calcio Professionistico, entidade que comanda o terceiro nível do futebol italiano, de 10 de janeiro de 1997 a 3 de julho de 2015.[carece de fontes?]
Em 10 de janeiro de 1997, foi eleito presidente da Lega Professionisti Serie C, reeleito para o cargo em 2000, 2004 e 2008. No início do seu quarto, iniciou um processo de reforma visando a restruturação da Lega que passa a chamar-se de Lega Italiana Calcio Professionistico (Lega Pro). Em 19 de junho de 2008, as competições do Campeonato Italiano de Futebol da Terceira Divisão mudaram de nome: de Serie C1 para Lega Pro Prima Divisione e de Serie C2 para Lega Pro Seconda Divisione.
Em 3 de abril de 2009, foi eleito por unanimidade um dos vice-presidentes da Federação Italiana de Futebol (FIGC), os outros dois eleitos, também por unanimidade, foram: Carlo Tavecchio (presidente da LND) e Demetrio Albertini (conselheiro da AIC).
Em 17 de dezembro de 2012, foi reeleito pela quinta vez como presidente da Lega Pro.
Em 3 de julho de 2015, Macalli renunciou ao cargo de presidente da Lega Pro, juntamente com toda a diretoria em atividade.